# 库尔特·伦格
库尔特·伦格（德語：Kurt Runge，1887年9月13日—1959年11月6日），德国男子赛艇运动员。他曾代表德国参加1912年夏季奥林匹克运动会赛艇比赛，获得男子八人单桨有舵手铜牌。